# Francesco Soderini
Francesco Soderini, dit le cardinal de Volterra (né le 10 juin 1453 à Florence, mort à Rome le 7 mai 1524), est un cardinal italien du début du XVIe siècle. Sa famille, d'abord alliée aux Médicis, deviendra sa rivale pour s'emparer du pouvoir à Florence.

## Biographie
Francesco Soderini est professeur à l'université de Pise. En 1478, il est nommé évêque de Volterra. Il est référendaire au tribunal suprême de la Signature apostolique. Il exerce plusieurs missions diplomatiques pour Florence, notamment comme ambassadeur à Milan et en France.
Le pape Alexandre VI le crée cardinal lors du consistoire du 31 mai 1503 (publié le 2 juin suivant), sur demande du roi Louis XII de France. Le cardinal Soderini est nommé évêque de Cortona en 1504 et administrateur de Saintes en 1507.
Le cardinal Soderini participa aux deux conclaves de 1503 (élection de Pie III et de Jules II), et à ceux de 1513 (élection de Léon X).
Il est évêque Episcopatus cardinalis de Tivoli (en attente d'une vacance d'un diocèse suburbicaire), administrateur de Vicence, administrateur de Narni et administrateur d'Anagni.
En 1517, Soderini est impliqué dans le complot des cardinaux Bandinello Sauli et Alfonso Petrucci qui ont proposé la tiare au cardinal Riario. Il ne devra qu'au paiement d'une amende de 12500 ducats portée au double quelques jours plus tard, de ne pas être emprisonné. Il doit s'exiler à Naples, d'où il ne reviendra qu'en décembre 1521, après le décès de Léon X pour participer au conclave qui aboutit à l'élection d'Adriaan Florensz, Adrien VI.
Il devient alors l'un des principaux conseiller du pape. Tout en prônant la paix entre Charles Quint et François Ier, il encourage en sous-main ce dernier à attaquer la Sicile. Ce double langage lui vaut d'être emprisonné à partir du 27 avril 1523 au château Saint-Ange. Une majorité de cardinaux exige qu'il soit libéré en vue de participer au conclave réuni en octobre 1523 pour élire le successeur d'Adrien VI. En dépit d'un ancien contentieux entre sa famille et les Médicis, il rejoindra les partisans de Jules de Médicis, assurant ainsi son élection.